# Geometria sintética
A geometria sintética ou pura é um ramo da matemática que se encarrega de estudar e construir de maneira sintética as formas e os lugares geométricos, é o estudo da geometria sem o uso de coordenadas.
Diz-se que a geometria pura ou sintética é aquela que pode ser construída axiomaticamente (com um sistema axiomático), com um tratamento lógico-dedutivo; ou seja, a partir de um conjunto de axiomas ou postulados (adotados a priori) começa a construir e demonstrar proposições lógicas; que são apoiadas como uma espécie de ligações em uma "cadeia de raciocínio".
A maior diferença entre a geometria analítica e a geometria sintética encontra-se no estudo e tratamento que é dado a elas, por exemplo, na geometria analítica usando a álgebra, especialmente a álgebra linear, é fundamental, no entanto, para a geometria pura não é a abordagem algébrica como essencial (sem com isso implicar a sua exclusão).